# Charles Joseph Minard
Pour les articles homonymes, voir Minard.
Charles Joseph Minard (né le 27 mars 1781 à Dijon, Côte-d'Or, et mort le 24 octobre 1870 à Bordeaux, Gironde) est un ingénieur civil français célèbre pour ses inventions dans le domaine de la traduction graphique et cartographique appliquée au génie civil et aux statistiques. Plus méconnus mais néanmoins réels sont sa réflexion et son apport sur l'utilité collective et son analyse de la tarification des équipements publics (péage).

## Biographie
Charles-Joseph Minard est né le 27 mars 1781 à Dijon sur la paroisse Saint-Michel. Il est le fils de Pierre Étienne Minard, greffier de la maréchaussée, et de Bénigne Boiteux, son épouse. Il est baptisé en l'église Saint-Michel ce même jour. Son parrain est Charles-Joseph Boiteux, ancien conseiller du roi, notaire en cette ville, son aïeul maternel, et sa marraine est Marguerite Gilbert, épouse de maître Jacques Minard, avocat à la Cour, sa tante paternelle.
Ancien élève de l’École polytechnique puis de l’École nationale des ponts et chaussées, Minard travaille de nombreuses années dans le génie civil (construction de barrages, de canaux — dont ceux du Centre, de Saint-Quentin et de Charleroi — et de ponts dans toute l’Europe). De 1830 à 1839, il est inspecteur des études de l’École des Ponts et Chaussées. De 1839 à 1851, année de sa mise à la retraite, il est nommé inspecteur des ponts et chaussées et poursuit ses travaux sur la représentation graphique des séries statistiques durant toute sa retraite.

## Œuvre

### L'usage de l'illustration graphique en statistique

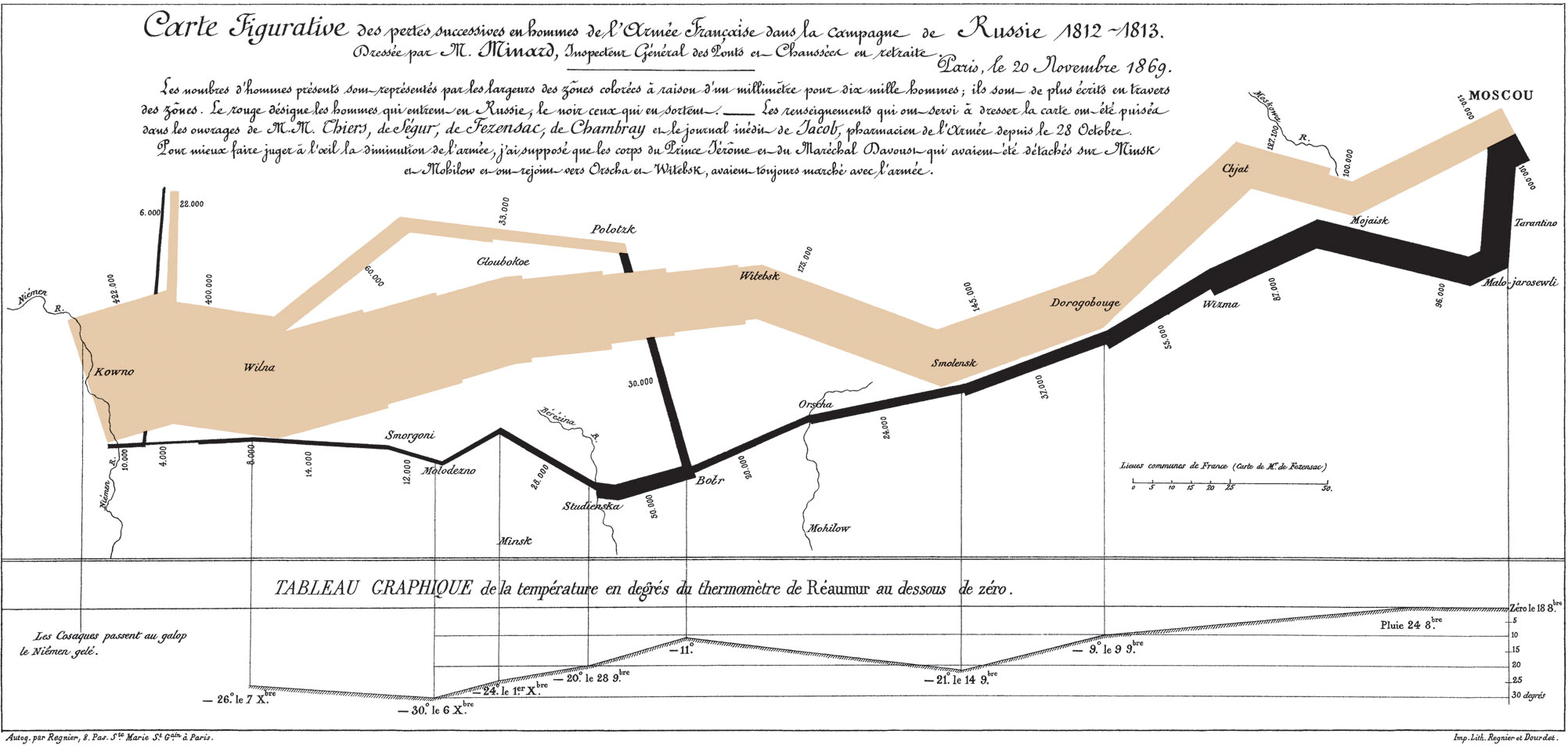
La Carte figurative des pertes successives en hommes de l’Armée française dans la campagne de Russie en 1812-1813 est un exemple de diagramme de Sankey (même si Minard a utilisé cette technique avant l'ingénieur irlandais Sankey).

Minard fait œuvre de pionnier dans l’utilisation des graphiques appliqués au génie civil et aux statistiques. Il atteint la célébrité pour sa Carte figurative des pertes successives en hommes de l'armée française dans la campagne de Russie 1812-1813, une représentation graphique publiée en 1869 relative à la désastreuse campagne de Russie entreprise par Napoléon en 1812. Ce célèbre graphique présente plusieurs variables dans une simple image en deux dimensions :
- localisation et itinéraire de l’armée indiquant les points de séparation et de regroupement des unités ;
- pertes humaines de l’armée (particulièrement sensibles lors de la traversée de la Bérézina) ;
- variations de la température de l’air au cours de la retraite.

Étienne-Jules Marey met l'accent sur la « brutale éloquence » de ce graphique, qui « semble défier la plume de l’historien » ; il souligne aussi les « effets saisissants » des autres travaux de Minard. Pour Edward Tufte, il pourrait s'agir là du « meilleur graphique statistique jamais tracé », et il en fait un exemple de la plus haute importance. Howard Wainer (en) le présente comme un « bijou » de l’information graphique et le qualifie de « candidat pour le titre de champion du monde du graphique ».
Minard crée de nombreuses autres cartes du même type ; Arthur H. Robinson en compte ainsi 51 en tout. Elles portent sur des sujets divers.
En 2002, Michael Friendly (en) revisite le travail de Minard en utilisant des systèmes modernes de visualisation de l'information tels que SageMath et Mathematica.

La Carte figurative et approximative des quantités de viandes de boucherie envoyées sur pied par les départements et consommées à Paris[8] (1858) utilise des diagrammes circulaires.
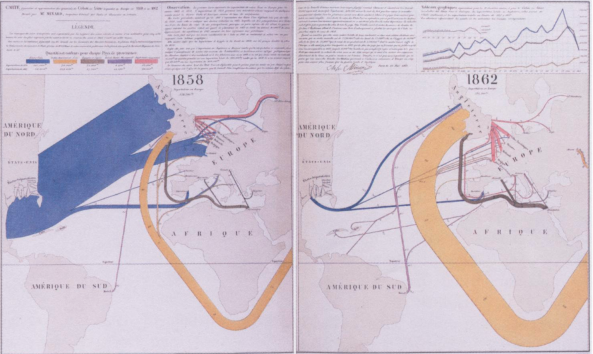
Carte figurative et approximative des quantités de coton en laine importées en Europe en 1858 et en 1862[9] (1864).
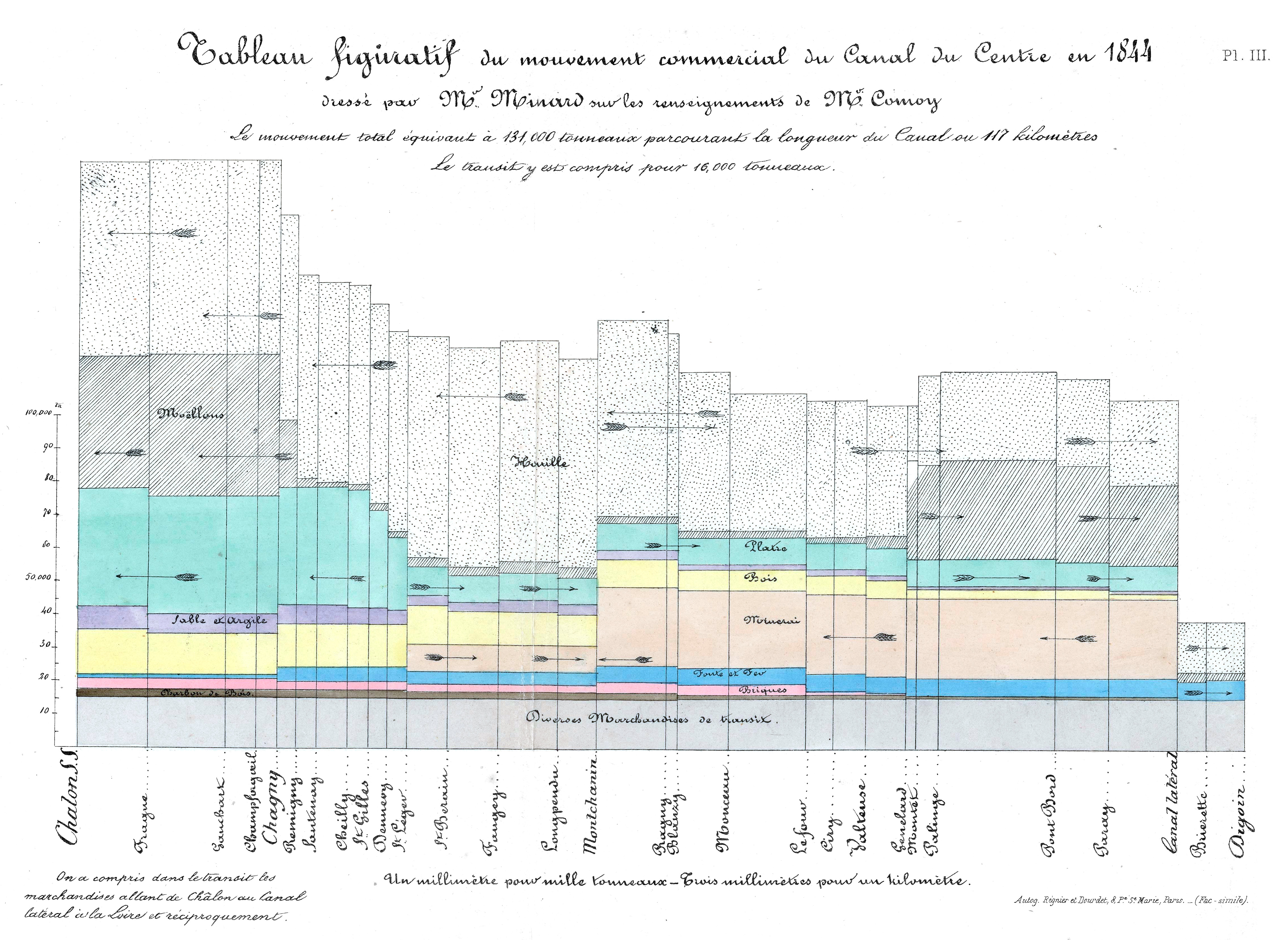
Tableau figuratif du mouvement commercial du Canal du Centre en 1844. Ce graphique est un des premiers graphiques mosaïque de l'histoire[10].
Carte figurative relative au choix de l'emplacement d'un nouvel Hôtel des Postes de Paris[11] (1865).
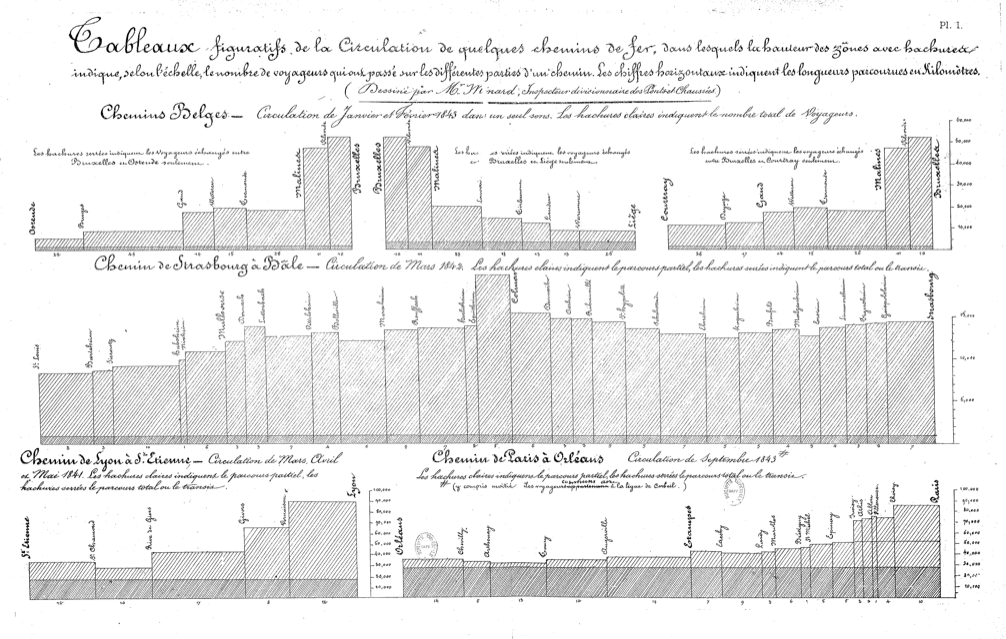
Tableaux figuratifs de la circulation de quelques chemins de fer, publié dans Des Tableaux et des cartes figuratives par Charles Joseph Minard en 1862.

### Pionnier de l'analyse de la gestion publique
Un manuscrit envoyé à Jean-Baptiste Say par Minard en 1832 contient l'essentiel des progrès des analyses économiques en matière de gestion publique. Travaux repris par Jules Dupuit dont la postérité n'a retenu que le nom, « en jetant une ombre sur ceux du véritable pionnier ».
Minard réfléchit et répond dans les années 1820 aux interrogations posées par les équipements publics :
- Les canaux construits se révèlent moins rentables que prévu et leur achèvement est parfois remis en question.
- Pour le financement des routes, il s'agit de trancher entre la budgétisation, le paiement selon l'usage ou le paiement selon la dégradation de la voie.

Sa réflexion le conduit à s'interroger plus généralement sur la finalité des travaux publics : la production d'utilité collective publique notamment en matière de transport). Minard pense que celle-ci peut être déterminée de façon assez précise et que cette valeur dépend de la demande et de la répartition des revenus. Les besoins les plus essentiels sont prioritaires (ceux des plus pauvres). Pour le reste, la décision doit tenir compte des délais de production et de l'économie de temps permise par l'équipement (bénéfice social déterminé en temps puis en valeur) , avec une prise en compte des intérêts composés (les dépenses étant étalées sur plusieurs années).

## Distinctions
- Commandeur de la Légion d'honneur (2 mai 1849)[13].

## Publications
- Des tableaux graphiques et des cartes figuratives, Paris, impr. de Thunot, 1862.
- Notions élémentaires d'économie politique appliquées aux travaux publics, in Annales des ponts et chaussées, Mémoires et documents, tome XIX, 2e série, 1er semestre, Paris, Carilian-Gœury, 1850, pp. 1-125 (NB : article écrit en 1832), (lire en ligne sur Gallica).
- Leçons faites sur les chemins de fer à l'École des ponts et chaussées en 1833-1834, Paris, Carilian-Gœury, 1834, (présentation en ligne sur Google Livres).